# Lucia Siposová
Lucia Siposová (* 21. května 1980 Bratislava Československo) je slovenská herečka, zpěvačka, scenáristka, režisérka, zakladatelka a ředitelka Red Cat Cabaretu  a spisovatelka.

## Životopis
Lucia Siposová se narodila do rodiny hudebníků. Otec hrál na housle, dědeček byl cembalistou a babička zpěvačkou. Již od mládí se chtěla věnovat zpěvu. Vystudovala hudebně dramatický obor na bratislavské konzervatoři. V rámci studia účinkovala v dívčí popové skupině „Čtyřka“. Během dvou let natočila se skupinou desku a několik videoklipů. Poté se skupina rozpadla. Také účinkovala v několika divadelních inscenacích a muzikálech (například Cikáni jdou do nebe, Pomáda, Klec bláznů, Kupec Benátský). Od roku 2002 moderovala na Slovenské televizi hudební hitparádu Sedmička. V té době hrála v reklamách a spolupracovala s několika zahraničními filmovými produkcemi. Patřila například ke tvářím reklamy zaměřené na boj proti AIDS, která byla uvedena na Sundance film festivalu.
V roce 2003 odešla z uměleckého dění v Bratislavě, aby prožila tři roky v New Yorku. Zpočátku pracovala ve francouzské restauraci a chodila do hereckých kurzů. V té době odmítla nabídku práce ze Slovenské televize. V rámci svého pobytu v USA strávila dva měsíce v Uruguaji a Argentině. Zážitky ze svého pobytu popsala v knize, která v Čechách vyšla pod názvem S láskou Anča Pagáčová (originál – Hello, My Name is Anča Pagáčová).
Po návratu ze zahraničí si zahrála roli v českém filmu Na vlastní nebezpečí (2007) v režii Filipa Renče. Ten ji obsadil o rok později do role partnerky hlavního hrdiny Josefa Douši (Karel Roden) ve filmu Hlídač č. 47. Za roli Aničky Doušové získala hlavní cenu za nejlepší ženský herecký výkon na mezinárodním filmovém festivalu v sanfranciském Tiburonu. V roce 2009 hrála například v představení Měsíc na dědině (divadlo Astorka), v inscenaci Minus dva (Štúdio L+S) nebo roli Edith Piaf v zájezdovém představení Smrt v růžovém.

### Red Cat Cabaret
Při svých cestách do zahraničí se zajímala a poznávala různé divadelní žánry a kultury. Poznala kabarety v New Yorku, Los Angeles, Praze, Paříži i na Balkáně, které ji ovlivnily natolik, že na počátku roku 2016 začala realizovat svůj sen – založit vlastní kabaret. Společně se spolužákem a kamarádem Václavem Půčikem během roku připravili několik scénářů. Václav Půčik nazkoušel s herci čtyři inscenace a 1. října 2016 kabaret zahájil svoji činnost. V roce 2018 tvořilo repertoár dvanáct titulů a spolupracoval se čtyřiačtyřiceti umělci. Již na podzim v roce 2019 získala scéna Red Cat Cabaretu druhé místo v divadelní anketě Dosky v divácké kategorii „Nejoblíbenější bratislavské divadlo sezóny“.

### Filmová a televizní tvorba
Ve druhém desetiletí 21. stolí hrála v českých, slovenských i kooprodukčních filmech, například Teorie tygra (2016), Prázdniny: Vánoční dobrodružství (2018), Hovory s TGM (2018), Kurz manželské touhy (2021), Cirkus Maximum (2022) nebo Nikdy neříkej nikdy (2023). Zahrála si a hraje také v řadě televizních seriálů například Zdivočelá země (2012), Prázdniny (2017–2020), Černé vdovy (2019–2023), Sex O'Clock (2023–2024), Věčně mladí (2025) atd.
Slovenské rustikální drama Piagra (2022), které spoluprodukovala a kde si také zahrála, získalo v řadě kategorií národní filmovou cenu Slnko v sieti (nejlepší filmový scénář, kamera, střih, zvuk atd.).
Má mladšího bratra. Žije v Bratislavě, je svobodná, bezdětná.